# Þórvaldr blönduskáld
Þórvaldr blönduskáld fue un escaldo de Islandia del siglo XII. Skáldatal menciona que fue un poeta de la corte del rey Sigurd I de Noruega («el Cruzado»). De su obra se conserva dos semi-estrofas de una Sigurðardrápa («drápa de Sigurð») y un pequeño fragmento de un poema desconocido en Skáldskaparmál:
| Nú hefk mart í miði greipat burar Bors, Búra arfa. — | Ahora he arrebatado Mucha hidromiel [hizo mucha poesía] Del heredero de Buri Hijo de Bor [ Odín ]. — |  |